# Archetipi. Le chiavi dell'Universo
Archetipi. Le chiavi dell'Universo è un saggio del filosofo Mario Pincherle. Il libro è stato pubblicato da Macro edizioni nel 2001. Nel 2010 è arrivato alla settima edizione.
In esso, lo studioso rivolge la propria attenzione ai fondamenti epistemologici della filosofia classica e ne rintraccia gli stretti rapporti con la filosofia indiana e la tradizione sapienziale dell'antico Egitto. Pincherle propone una teoria innovativa che mette in luce la matrice essenzialmente sapienziale, irrazionale ed esoterica della filosofia greca, rintracciandone le origini nell'aura sapienziale delle tradizioni filosofiche orientali ed egizie. La teoria ha ricevuto un largo accoglimento da parte della comunità degli studiosi.

## Contenuti
Pincherle ha inteso portare maggiormente in luce la matrice eminentemente sapienziale e sacerdotale della scuola filosofica di Atene, una tesi che ha ricevuto una larga condivisione.

### Archetipi
I suoi studi hanno enucleato quelli che sono correntemente chiamati gli "archetipi" del pensiero socratico. Si tratta di 22 nuclei conoscitivi irriducibili, la cui struttura duale, un connubio tra forma e funzione, riproduce la dualità materia/pensiero: come spiegato da Socrate, gli archetipi costituiscono gli elementi base per l'espressione simbolica della conoscenza universale:
(Socrate, in Fedone, V, 217)

### Funzioni degli archetipi
Ciascuno di questi archetipi corrisponde a uno dei 22 strumenti dispiegati da Dio nella creazione dell'Universo. Ognuno costituisce una funzione elementare: come atomi irriducibili, la loro combinazione è in grado di determinare le infinite forme assunte dalla materia dopo la creazione e quindi, di strutturare e definire il pensiero. Gli archetipi corrispondono biunivocamente alle ventidue lettere originarie che l'alfabeto greco aveva mutuato dall'alfabeto fenicio.
Attraverso la comprensione della funzione degli archetipi è possibile discriminare l'esistenza di elementi funzionali comuni a oggetti apparentemente diversi: una bottiglia riempita di vino e un vaso di terra sono accomunati da una macro-funzione, “il contenere” discernibile a sua volta come combinazione di funzioni elementari comuni a più strutture del pensiero e della materia. 
La conoscenza degli archetipi permette di unificare le forme diverse attraverso il riconoscimento degli elementi funzionali comuni a ciascuna di esse: si educa il pensiero all'attitudine conoscitiva che non si ferma all'aspetto esteriore, ma lo attraversa, fino a giungere all'essenza del conoscere.

### Sviluppi della teoria
La teoria degli archetipi ha subito un nuovo impulso a seguito degli studi di Mirko Sladek, Joannes Yrpekh e Max Guilmot che hanno approfondito le radici irrazionali e misteriche che stanno all'origine della filosofia greca, rintracciando la stretta connessione della nascita del pensiero occidentale (erroneamente definito come razionale e scientifico) con la tradizione orientale ed ermetica, tramandata nel patrimonio di sapienza dai sacerdoti dell'Egitto faraonico. Già nei primi anni '80, dopo lunga e intensa  collaborazione col maestro Mario Pincherle, Alberto Nigi approfondiva la teoria degli archetipi del pensiero creativo dal punto di vista della filosofia antropologica. Lo stesso Alberto Nigi,, a fine anni '70, pubblicava una serie di articoli riassuntivi sulle scoperte di Mario Pincherle relative alla Piramide di Cheope e alla civiltà etrusca. La teoria degli archetipi, focalizzandosi sugli aspetti irriducibili della conoscenza e dell'esperienza umana, costituisce la più antica forma di teoria atomica dell'universo. Questo permette di retrodatare l'iniziazione dell'atomismo alla filosofia indiana, dalla quale solo in un secondo tempo l'idea sarebbe transitata al pensiero occidentale.
Tramite di questo passaggio fu l'incontro della filosofia indiana con la conoscenza tramandata dalle caste sacerdotali dell'antico Egitto. Simbolo di questa trasmissione del sapere è la tecnologia di granulazione dell'oro che riassume, simbolicamente, l'unificazione  delle diverse forme attraverso cui si manifestano gli archetipi. La teoria permette anche di retrodatare di quattro secoli la nascita del pensiero scientifico, la cui culla non sarebbe l'antica Grecia, ma lo spazio culturale delle filosofie orientali.